# Константин Циолковски
Константин Едуардович Циолковски (на руски: Константин Едуардович Циолковский) или Конста̀нти Чолко̀вски (на полски: Konstanty Ciołkowski), герб Ястшембец е руски учен и философ от полски произход.

## Биография
Роден е на 17 септември 1857 г. в село Ижевское до град Рязан, в семейството на Мария Иванова Юмашева и Едвард Игнатевич Чьолковски. Баща му е от полски аристократичен произход, представител на волинската шляхта, а майка му е с руско-татарски корени.
Обикновено с децата се е занимавала майката. Именно тя научава Константин да чете и пише, запознава го с аритметиката. На девет години Костя Циолковски се разболява от скарлатина. В резултат на усложненията настъпили след болестта той губи част от слуха си. Трудното чуване лишава момчето от много детски забави и впечатления.
През 1869 година той постъпва в гимназия. Бъдещият учен не блести с големи успехи. Предметите са били много, и на полуглухото момче не е било леко да се учи. Отгоре на всичко заради пакости неведнъж е попадал в карцера.
През 1870 година, когато Циолковски е само на 13 години, умира майка му.
В 1871 година баща му го изпраща в Москва. Там той усвоява физиката, диференциалното и интегрално смятане, висшата алгебра, аналитичната и сферична геометрия.
През 1876 година баща му го прибира обратно във Вятка (Киров) където Константин става частен репетитор. През свободното си време Циолковски продължава да се занимава в градската библиотека. През 1880 година той издържа изпитите за учителско звание и се премества в Боровск, разположен на 100 километра от Москва, където е назначен от Министерството на просвещението. Там той се жени за Варвара Евграфовна Соколова. Младото семейство започва да живее отделно и Циолковски си прави лаборатория вкъщи.
Там той разработва основата на кинетичната теория за газовете и изпраща своите изчисления в Руското физико-химическо общество в Санкт-Петербург. Скоро след това получава отговор от Менделеев, че кинетичната теория на газовете вече е открита преди 25 години. Все пак в Санкт-Петербург проявяват интерес към надарения учител от Вятка и го канят да влезе в състава на гореспоменатото общество.
През 1892 година Константин Циолковски е назначен за учител в Калуга. Там той построява аеродинамичен тунел, който му позволява да измерва различни аеродинамични показатели на изследваните обекти.
През 1895 година е публикувана книгата му „Мечти за земята и небето“, а след още една година излиза и статията за другите светове, разумни същества от други планети и за общуването на земляните с тях. В същата 1896 година Циолковски започва писането на своя основен труд „Изследване на космическото пространство с помощта на реактивния двигател“. В тази книга са засегнати проблемите на използването на ракетните двигатели в космоса – навигационните механизми, доставката и транспортирането на горивото и други. По това време той преоткрива основната за реактивното задвижване формула на Циолковски, която става известна с неговото име.
Циолковски е автор на редица философски трудове, които му отреждат място сред най-видните представители на руския космизъм. Изповядва утопични възгледи за бъдещото обществено устройство на човечеството, които имат множество допирни точки със социалните утопии на Николай Фьодоров (чиито идеи вдъхновяват Циолковски и за научните му търсения) и Валериан Муравьов. Циолковски аргументира съществуването на разумни сили във вселената, които са достигнали много по-високо ниво на развитие от земната цивилизация и помагат на хората в тяхната еволюция. Като крайна цел на усъвършенстването на човечеството в процеса на еволюцията Циолковски приема освобождаването от страданието, което приближава възгледите му до будизма.
През 1919 г. Циолковски е избран в социалистическата Академия (бъдещата Академия на науките на СССР), а на 9 ноември 1921 година му е назначена пожизнена пенсия за заслуги в науката.
Умира на 19 септември 1935 г. в град Калуга.

### Паметници и мемориали
- Гробът на Константин Циолковски в „Циолковски парк“ в Калуга
- Паметна плоча на К. Е. Циолковски на стената на сградата на музея на К. Е. Циолковски, авиацията и космонавтиката в Киров
- Паметник на К. Е. Циолковски в Санкт-Петербург
- Паметник на К. Е. Циолковски в Брисбейн, Австралия (2007)
- Паметник на К. Е. Циолковски в Москва, Алея на космонавтите (1964)

### Ракетна наука
- Аэроплан, или птицеподобная (авиационная) летательная машина: Исследование К. Циолковского. М.: Унив. тип., 1895, 46 с.
- Самостоятельное горизонтальное движение управляемого аэростата: (Новые формулы сопротивления воздуха и движения аэростата). Одесса: Центр. типо-лит., 1898, 22 с.
- Вопросы воздухоплавания: (По поводу трудов по воздухоплаванию 7-го Отд. Имп. Рус. техн. о-ва, за период 1895—1900 гг.). СПб.: тип. П. П. Сойкина, ценз. 1900, 18 с.
- Успехи воздухоплавания в XIX веке. [СПб.]: тип. П. П. Сойкина, ценз. 1901, 10 с. [2]
- Защита аэроната — Калуга: изд. и собственность авт., 1911 (тип. Е. Г. Архангельской), 8 с. [3]
- Простейший проект чисто металлического аэроната из волнистого железа. Калуга: изд. авт., 1914 (тип. С. А. Семёнова), 10 с.[4]
- Таблица дирижаблей из волнистого металла. Калуга : тип. С. А. Семёнова, 1915, 24 с.
- Дополнительные технические данные к построению металлической оболочки дирижабля без дорогой верфи; Отзыв Леденцовского общества о моём дирижабле. Калуга: Изд. лица, пожелавшего остаться неизвестным, 1915, 10 с.
- Гондола металлического дирижабля и органы его управления. [Калуга]: [б. и.], [1916], 24 с.[5]
- Воздушный транспорт. Калуга: изд. авт., [1916], 20 с. [6]
- Космическая ракета. Опытная подготовка. [Калуга]: Гостип. КГСНХ, [1927], 24 с.[7]
- Космические ракетные поезда: (С биографией К. Э. Циолковского С. В. Бессонова). Калуга: Коллектив секции науч. работников, 1929, 38 с.[8]
- Избранные труды К. Э. Циолковского; с биогр. очерком проф. Н. Д. Моисеева; под общ. ред. инж.-мех. Е. В. Латынина. М.-Л.: Госмашметиздат, 1934
  - Кн. 1. Цельнометаллический дирижабль, 270 с.[9]
  - Кн. 2. Реактивное движение, 216 с.[10]

### Космическа философия
- Воля вселенной: Неизвестные разумные силы… Калуга: Автор, 1928 (Гостип. КГСНХ), 23 с.[11]
- Монизм вселенной (Конспект. Март 1925 г.). Калуга: Б. и., 1925 (1-я Гос. типо-лит.), 32 с. [12]
- Космическая философия. (Архив РАН, Фонд 555, Опись 1, Дело 535) [13]
- Существа выше человека. (Архив РАН, Фонд 555, Опись 1, Дело 499) [14]
- Существа разных периодов эволюции. (фрагмент работы "Этика или естественные основы нравственности") [15]
- Теория космических эр. (Журнал «Химия и жизнь», 1977, №1) [16]
- Граждане Вселенной. (Архив РАН, Фонд 555, Опись 1, Дело 502) [17]
- Есть ли Бог? (Архив РАН, Фонд 555, Опись 1, Дело 490) [18]
- Есть ли духи? (Архив РАН, Фонд 555, Опись 1, Дело 479) [19]
- Горе и гений. Калуга: изд. и собств. авт., 1916 (тип. С. А. Семёновой), 9 с.
- Образование солнечных систем (извлечение из большой рукописи 1924—1925 года. Ноябрь 1925 года) и споры о причине космоса. Калуга: Б. и., 1925 (1-я Гос. типо-лит. ГСНХ), 33 с.
- Ум и страсти… Калуга: автор, 1928 (тип. Кал. губ. сов. нар. хоз.), 27 с.
- Общественная организация человечества (Вычисления и таблицы). Калуга: автор, 1928 (гостип. ГСНХ), 32 с.
- Образование земли и солнечных систем: (Маленькие очерки). Калуга: изд. и собственность авт., 1915 (тип. С. А. Семёнова), 16 с.
- Грёзы о земле и небе и эффекты всемирного тяготения. М.: А. Н. Гончаров, 1895, VI, 143 с.

### Произведения на Константин Циолковски в превод на български
- Нирвана, превод Дияна Златева, сп. „Палитра“, бр.30, август-декември 2007
- Космическа философия, превод Дияна Златева, сп. „Палитра“, бр.30, август-декември 2007
- Разговор за Бога, превод Дияна Златева, сп. „Палитра“, бр.3, януари 2004
- Радостта от смъртта, превод Дияна Златева, сп. „Палитра“, бр.3, януари 2004
- Космическата философия на Константин Едуардович Циолковски на български